# MAN TGM 12.240 4×4 BL

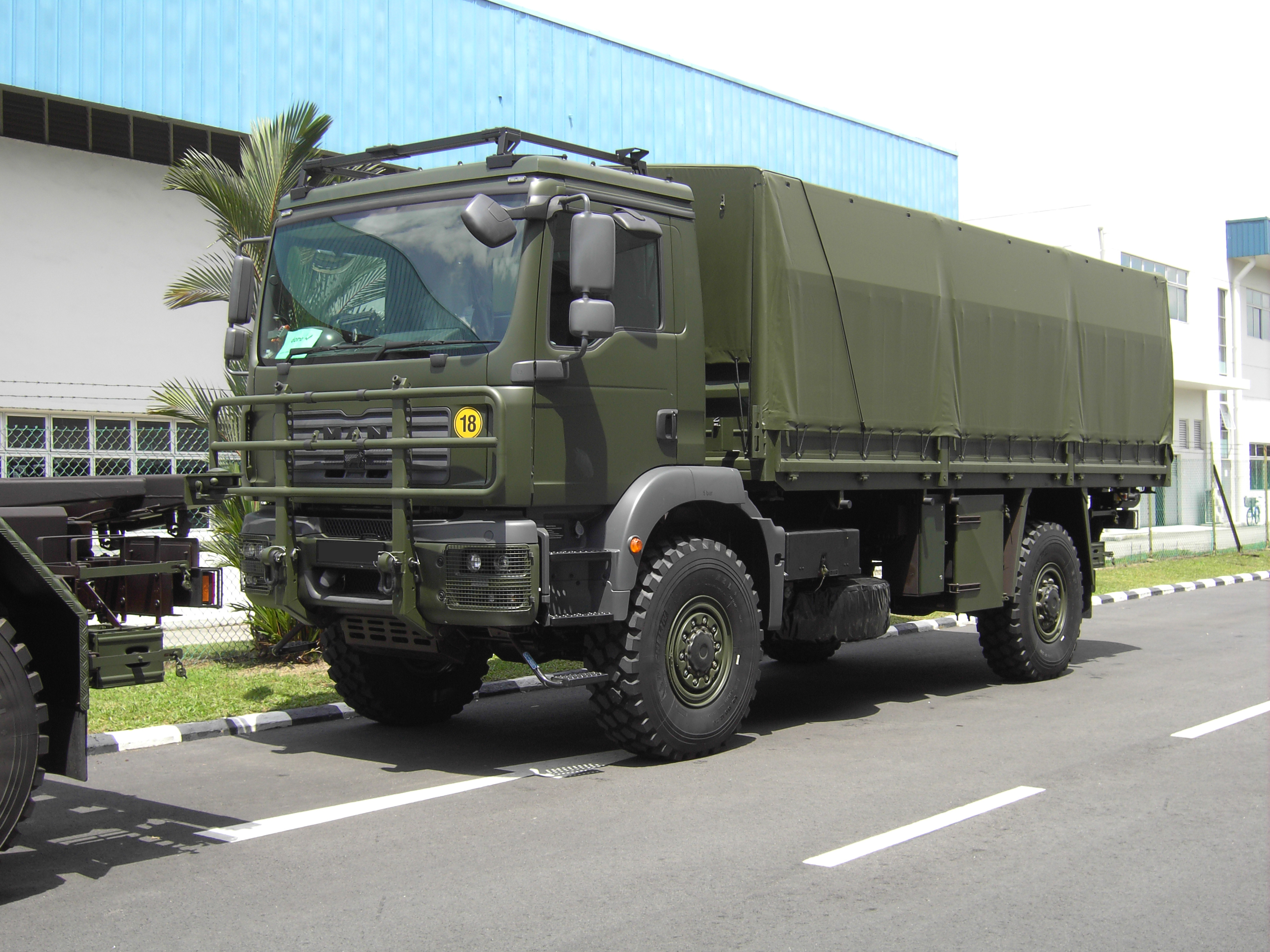
MAN TGM 12.240 4×4 BL

Der MAN TGM 12.240 4×4 BL des Österreichischen Bundesheeres ist ein wegegängiger LKW zum Transport von Wechselaufbauten auf Straßen und Wegen. Ausgestattet ist das Fahrzeug mit einem automatisierten unsynchronisierten Klauengetriebe mit 12 Vorwärts- und 2 Rückwärtsgängen. Das Fahrwerk besteht aus einer blattgefederten Vorderachse, an der Hinterachse ist eine Luftfederung verbaut.
Die Besatzung besteht aus 1+1, mit dem Wechselaufbau „Mannschaftstransport“ können zusätzlich 16 Soldaten transportiert werden.

## Technische Daten
- Fahrzeuglänge 6400 mm
- Fahrzeugbreite 2400 mm
- Fahrzeughöhe 3120 mm
- Fahrzeughöhe mit Wechselaufbauten 3300–3510 mm
- Ladehöhe (Fahrniveau) 1430 mm. Anpassung mittels ECAS 1330–1630 mm
- Eigengewicht 6125 kg
- Nutzlast 5800 kg
- Höchst zul. Gesamtgewicht 12.000 kg
- Bauartgeschwindigkeit 110 km/h
- Steigfähigkeit 60 %
- Watfähigkeit 500 mm
- Tankinhalt 200 l
- Reichweite ca. 700 km
- Anhängelast (Zentralachs-/Drehschemelanhänger) 5.000 kg/12.000 kg
- Wendekreis 17,7 m
- Bodenfreiheit 360 mm
- Motor Sechszylinder Common Rail Direkteinspritzung mit Turboaufladung EURO 4
- Leistung 176 kW 240 PS bei 2300/min
- Drehmoment 925 Nm bei 1200 – 1800/min
- Antrieb permanenter Allradantrieb mit zuschaltbarer Längssperre und Quersperre an der HA
- Reifen 11 R 22,5 (HA Zwillingsbereift)